# Kusoge
Kusoge (クソゲー?) è un termine giapponese che indica un videogioco di scarsa qualità. 

## Etimologia
Il termine, deriva da kuso (くそ? lett. "merda") e gē, abbreviazione di gēmu (ゲーム? lett. "gioco"). Benché risulti coniato dal saggista Jun Miura per descrivere il videogioco Ikki o, secondo un'altra teoria, da Takahashi-Meijin della Hudson Soft, non è certo chi contribuì a renderlo popolare né il periodo esatto in cui avvenne. È noto tuttavia che fece la sua comparsa nelle riviste videoludiche nel 1986, per poi diventare un termine di uso comune l'anno successivo. Tra il 1985 e il 1986 si diffusero diversi termini meno codificati che venivano talvolta sintetizzati a discrezione dell'autore, di solito ottenuti unendo un peggiorativo con le parole "gioco" e soft (abbreviazione wasei-eigo di software. Ne sono esempi dame-soft (ダメソフト lett. "software non buono"), suka-soft (スカ・ソフト, lett. "software di merda") e kasu-gēmu (カスゲーム, lett. "gioco insulso").

## Nella cultura
Nonostante la loro cattiva reputazione, i kusoge sono oggetto di interesse da parte di una sottocultura che li celebra, spesso in un'ottica ironica.
Il termine è anche molto diffuso su 2channel. Ogni anno, il sito effettua una votazione per stabilire il peggior titolo dell'anno (Kusoge of the Year, abbreviato KOTY).
In Occidente, il termine kusoge è poco diffuso, ma è presente l'interesse in ottica di curiosità per i giochi più scadenti, senza chiamarli con un particolare nome.